# يوحنا المعمدان (لوحة)
لوحة القديس يوحنا المعمدان
لوحة زيتية على خشب جوز من رسم فنان عصر النهضة ليوناردو دافنشي ، اكتملت بين عامي 1513 - 1516 ، ويعتقد أنها كانت آخر لوحة له، الحجم الأصلي للوحة 69x57 سنتيمتر، وهي معروضة حالياً في متحف اللوفر في باريس ، فرنسا.
اللوحة تصور القديس يوحنا المعمدان في عزلته، بشعر مجعد طويل، وابتسامة غامضة تشبه لوحة الموناليزا لدافنشي ، ويحمل بيده اليسرى صليب، ويده اليمنى تؤشر إلى الجنة. يعتقد الخبراء أن الصليب والفراء الصوفي قد تمت إضافته لاحقاً من قبل فنان مجهول.

## معرض صور

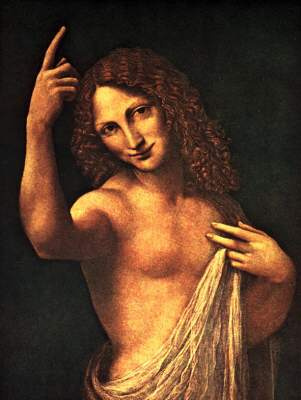
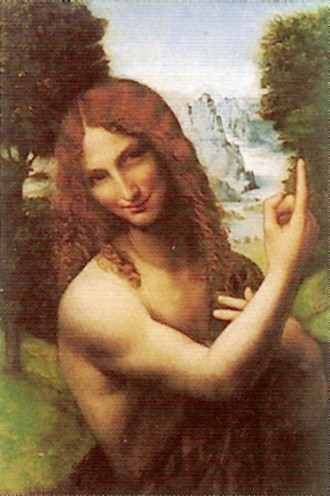
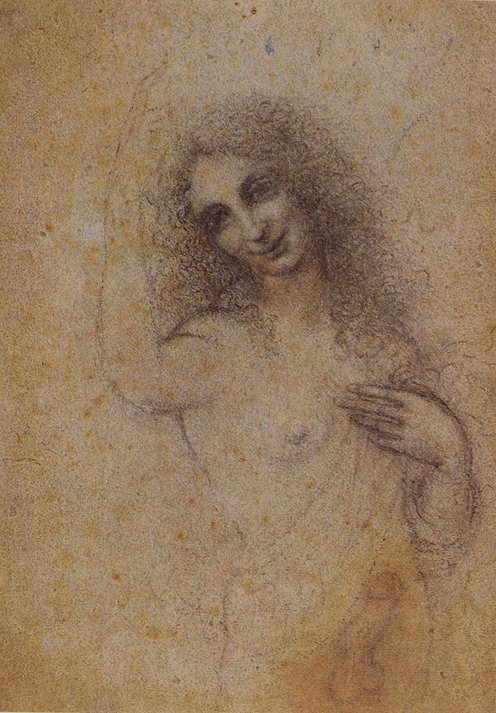